# 颱風山陀兒
颱風山陀兒（英語：Typhoon Krathon，國際編號：2418，聯合颱風警報中心：WP202024，菲律賓大氣地球物理及天文服務管理局：Julian）是2024年太平洋颱風季第18個被命名的風暴。「山陀兒」一名由泰國提供，是一種水果，此名字為第一次使用，取代在2018年對菲律賓及中國大陸造成災難性破壞的山竹，然而「山陀兒」此名僅使用一次，即因在2024年在菲律賓造成严重的經濟損失，被菲律賓在隔年第57屆颱風委員會年會申請退役。此外，菲律賓大氣地球物理暨天文管理局亦把當地名稱「Julian」除名，由「Josefa」取代。

## 發展過程
9月26日，一個低壓區在沖繩西南方海域生成，美國海軍研究實驗室給予其擾動編號97W。下午2時，日本氣象廳將其升格為熱帶低氣壓。
9月27日凌晨2時，日本氣象廳對其發布烈风警报。同時，台灣中央氣象署將其升格為熱帶低氣壓，給予編號TD22，聯合颱風警報中心將其評級提升為「中」。上午8時，香港天文台和澳門氣象局將其升格為熱帶低氣壓。上午9時半，聯合颱風警報中心將其評級提升為「高」，並對其發布熱帶氣旋形成警報。下午5時，聯合颱風警報中心將其升格為熱帶低氣壓，給予熱帶氣旋編號20W。
9月28日凌晨2時，聯合颱風警報中心將其升格為熱帶風暴。上午8時，日本氣象廳將其升格為熱帶風暴，給予國際編號2418，並命名「山陀兒」。同時，香港天文台和澳門氣象局將其升格為熱帶風暴，台灣中央氣象署將其升格為輕度颱風。
9月29日凌晨2時，日本氣象廳、香港天文台和澳門氣象局將其升格為強烈熱帶風暴。上午11時，香港天文台和日本氣象廳將其升格為颱風。上午11時半，台灣中央氣象署將其升格為中度颱風。下午2時，聯合颱風警報中心和澳門氣象局將其升格為颱風。晚上8時，澳門氣象局將其升格為強颱風。晚上11時，香港天文台將其升格為強颱風。
9月30日凌晨2時，澳門氣象局將其升格為超強颱風。同時，日本氣象廳將其升格為強烈颱風。清晨5时，香港天文台將其升格為超強颱風。
10月1日凌晨2時半，台灣中央氣象署將其升格為強烈颱風。上午9時，日本氣象廳將其升格為猛烈颱風。下午2時，聯合颱風警報中心將其降格為颱風。晚上11時，澳門氣象局將其降格為強颱風。
10月2日凌晨2時，日本氣象廳將其降格為強烈颱風。同時，香港天文台將其降格為強颱風。而台灣中央氣象署則將其降格為中度颱風。
10月3日凌晨2時，香港天文台和澳門氣象局將其降格為颱風。上午8時，日本氣象廳將其降格為颱風。中午12時40分，臺灣中央氣象署表示，山陀兒於高雄市小港區登陸。下午2時，日本氣象廳將其降格為強烈熱帶風暴。下午5時，香港天文台將其降格為強烈熱帶風暴。下午5時半，台灣中央氣象署將其降格為輕度颱風。晚上8時，日本氣象廳將其降格為熱帶風暴。同時，澳門氣象局將其降格為強烈熱帶風暴。晚上11時，香港天文台和澳門氣象局將其降格為熱帶風暴。
10月4日凌晨2時，香港天文台和澳門氣象局將其降格為熱帶低氣壓。凌晨5時半，台灣中央氣象署將其降格為熱帶低氣壓。同時，香港天文台將其降格為低壓區。上午8時，日本氣象廳將其降格為熱帶低氣壓。同時，中央氣象署將其降格為低壓區。晚上8時，日本氣象廳評定其已消散。

## 影響

### 菲律賓
當地發出之最高風暴信號：四號風暴信號
山陀兒帶來的強風豪雨造成北部地區包括巴丹群島省和卡加延省出現嚴重災情，包括停電、通訊服務中斷和洪患等，多達284個家庭共計828人被疏散。
截至2024年10月18日，國家減災委員會報告稱，共有380,778人受影響，其中11人被迫失去家園。 20個城市發生停電，3個城市斷水，8個市鎮的通訊中斷。共有2,843棟房屋受損，另有127棟房屋被摧毀。5人死亡，12人受傷，1人失蹤。在巴坎斯省，有276棟房屋被摧毀，2,048棟房屋受損 。基礎設施的總損失達到9.6518億比索（1,960萬美元），農業損失達到6.0738億比索（1,233萬美元），涉及17,344.94公頃（42,860.3英畝）的農作物，導致總損失達15.7億比索（3,193萬億）。政府提供了價值2,159萬比索（438,340.61美元）的救援援助，並派遣一架C-130運輸機運送援助物資，疏散滯留在巴坎斯省的大約200人。

### 中国大陆
國家氣象中心發布之最高颱風預警信號： 颱風橙色預警信號
山陀兒殘留雲系影響中國東南沿岸及北部地區，上海降下大雨以及暴雨。

#### 福建省
福建省气象台發布之最高颱風預警信號： 颱風橙色預警信號
福建省人民政府防汛抗旱指挥部于9月28日12时启动防台风Ⅳ级应急响应。

#### 广东省
广东省气象台發布之最高颱風預警信號： 颱風藍色預警信號

### 臺灣
當地發布之颱風警報：海上陸上颱風警報
| 彭佳嶼 · 17.7 m/s板橋 · －鞍部 · 6.7 m/s竹子湖 · 6.5 m/s淡水 · －基隆 · 9.4 m/s臺北 · 6.9 m/s新屋 · －新竹 · 6.9 m/s宜蘭 · 11.1 m/s蘇澳 · －花蓮 · 9 m/s成功（新港） · 7.6 m/s臺東 · 6.6 m/s大武 · 10.6 m/s蘭嶼 · 24.6 m/s臺中 · 5.2 m/s梧棲 · 10 m/s日月潭 · 4.2 m/s阿里山 · 2.9 m/s嘉義 · 6.2 m/s玉山 · 24.2 m/s臺南 · 8.4 m/s高雄 · 5.4 m/s恆春 · 9.6 m/s澎湖 · 11.1 m/s東吉島 · 25.8 m/s金門 · 7.5 m/s馬祖 · 12.5 m/s 中華民國交通部中央氣象署署屬氣象測站測得最大持續風力。圖例： · 無數據 · 測得5級風或以下 · 測得6至7級風 · 測得8至9級風 · 測得10至11級風 | 彭佳嶼 · 29.3 m/s板橋 · －鞍部 · 20.3 m/s竹子湖 · 19.1 m/s淡水 · －基隆 · 23.2 m/s臺北 · 17.8 m/s新屋 · －新竹 · 19.7 m/s宜蘭 · 18.5 m/s蘇澳 · －花蓮 · 17.6 m/s成功（新港） · 27.2 m/s臺東 · 15.5 m/s大武 · 21.7 m/s蘭嶼 · 36.7 m/s臺中 · 12.9 m/s梧棲 · 30 m/s日月潭 · 15.5 m/s阿里山 · 12 m/s嘉義 · 12 m/s玉山 · 37 m/s臺南 · 17 m/s高雄 · 22.3 m/s恆春 · 23.1 m/s澎湖 · 25.6 m/s東吉島 · 36.6 m/s金門 · 18.9 m/s馬祖 · 22.9 m/s 中華民國交通部中央氣象署署屬氣象測站測得最大陣風。圖例： · 無數據 · 測得6至7級風 · 測得8至9級風 · 測得10至11級風 · 測得12至15級風 |

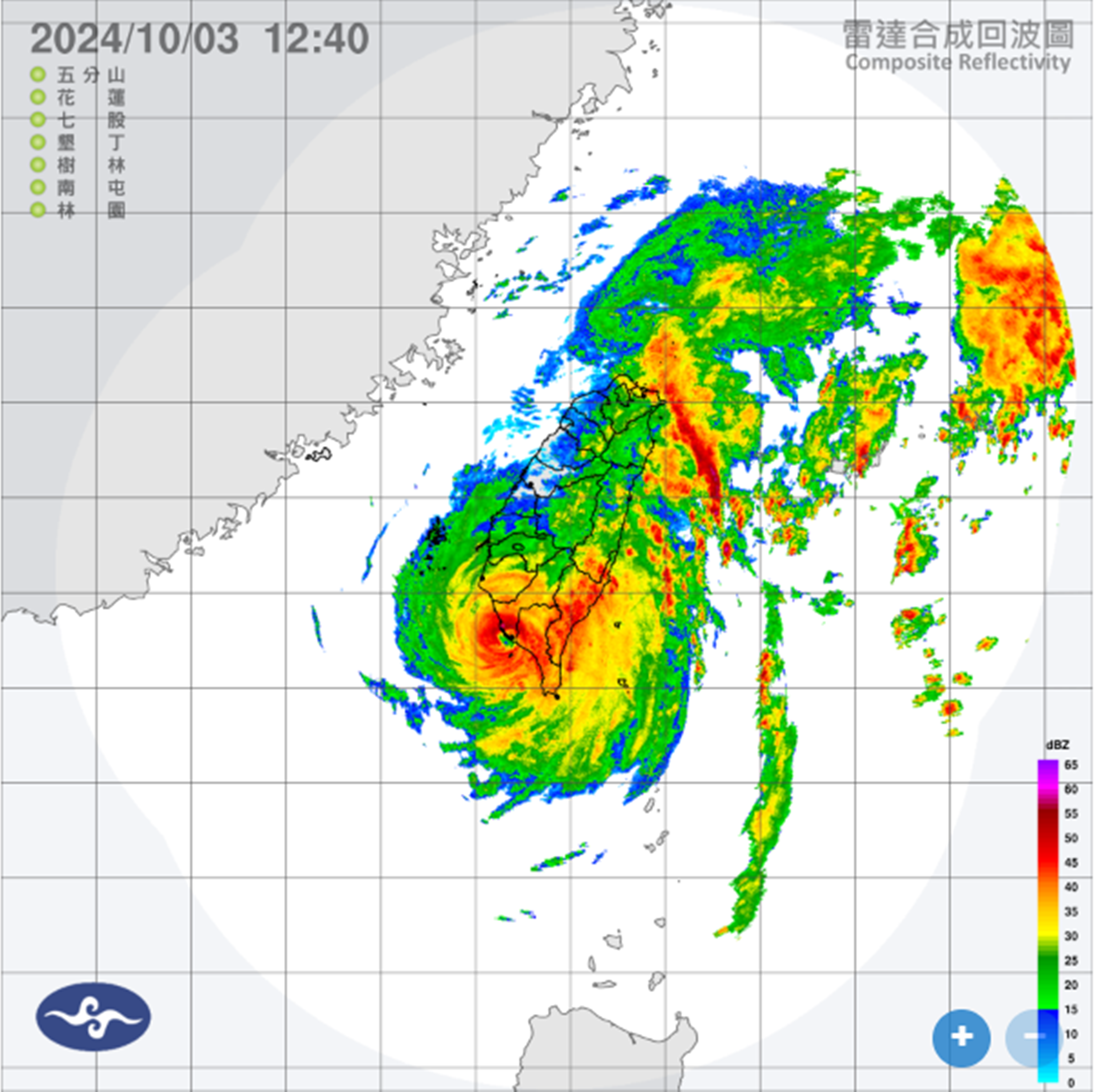
颱風山陀兒登陸高雄小港時的雷達合成回波圖

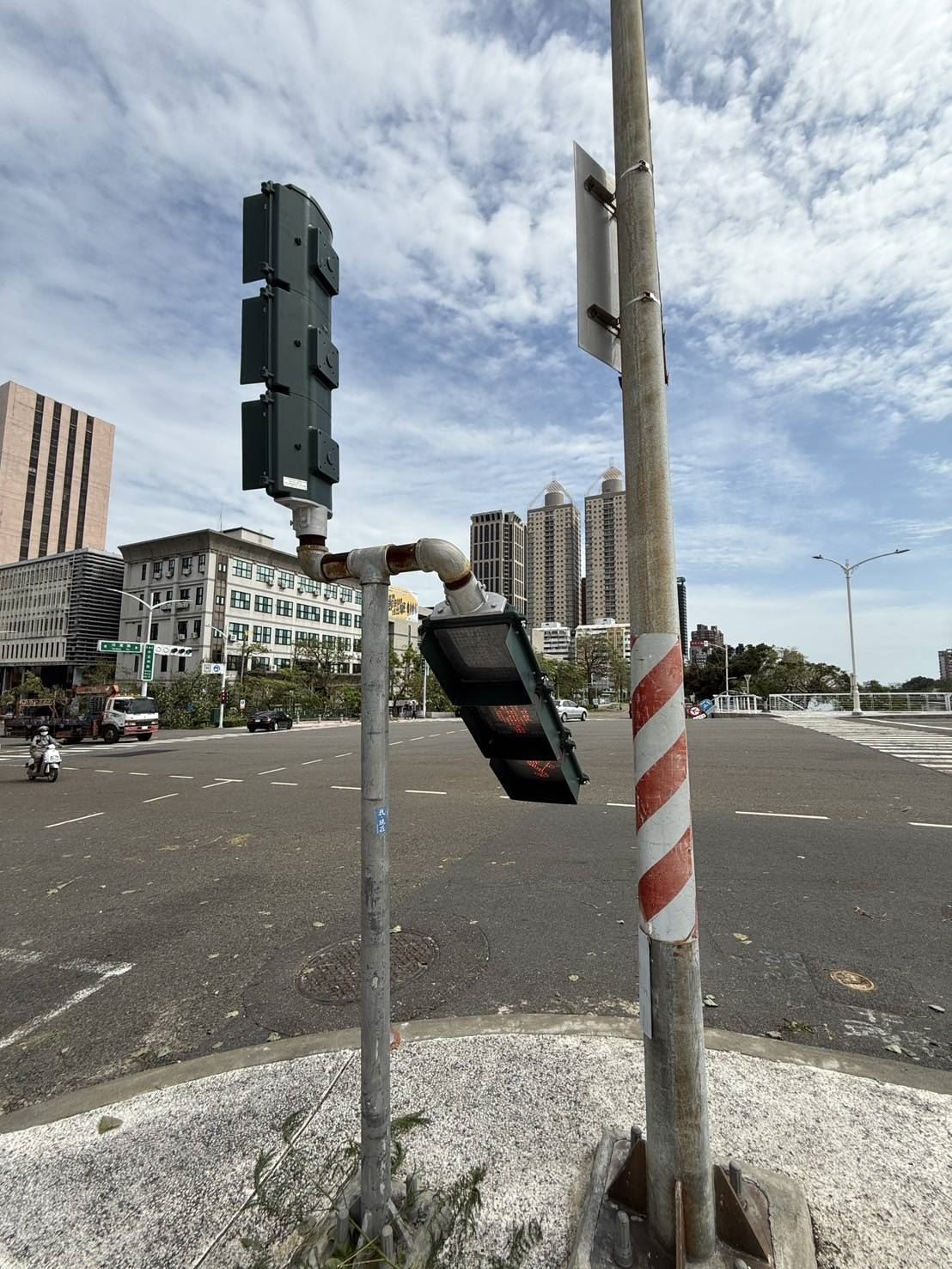
高雄市區受損的交通號誌

由於山陀兒逐漸接近臺灣，交通部中央氣象署於9月29日早上8時半發布海上颱風警報，首報警戒範圍為巴士海峽。隨著山陀兒逐漸接近臺灣東南部海面，中央氣象署於下午5時半將海警範圍擴大至臺灣東南部海面。再於晚上8時半擴大到臺灣海峽南部。臺東縣蘭嶼鄉宣布於9月30日停班停課。
中央氣象署在30日凌晨2時半發布陸上颱風警報，陸上警戒範圍包含臺東縣及恆春半島，同時海警範圍也擴大至東沙島海面。凌晨5時半，陸警範圍擴大至屏東縣。上午11時半將高雄市納入陸警範圍。下午2時半海警範圍擴大至臺灣海峽北部。有鑑於山陀兒颱風逐漸增強，且可能從西南方登陸，南臺灣多數直轄市政府及縣（市）政府均已下令10月1日應停班停課，以維護民眾安全，在10月2、3日時停班停課的範圍擴展到所有縣市。
臺灣中央氣象署表示山陀兒於10月3日中午12時40分在高雄市小港區登陸，這是繼1977年颱風賽洛瑪後，47年以來首個於高雄登陸的中度颱風，也是有紀錄以來首個在10月於高雄登陸的熱帶氣旋，高雄市區普遍受13級陣風侵襲。由於登陸前眼牆緊縮，核心範圍半徑僅剩約20公里左右，僅高雄市區和屏東部分地區出現強風，位於楠梓的高雄測站僅錄得9級陣風。

值得一提的是，這亦是繼1986年颱風韋恩後，38年以來首個在臺灣西部登陸的中度颱風。然因地形影響，登陸後5小時後即減弱為輕颱並於12小時後降格為熱帶低氣壓，隨後其高層雲系於隔日凌晨出海，並在台東外海消散。
截至10月16日下午5時，農業產物及民間設施估計損失計6億4474萬元、停電、停水數十萬戶，並導致4死、1失蹤、719人受傷。新北市有2人喪生、花蓮縣及台東縣各有1人死亡、雲林縣則有1人失蹤。

### 香港、澳門
香港天文台於9月30日中午12時發出「特別天氣提示」，表示山陀兒會橫過呂宋海峽並進入南海東北部，將會漸轉向偏北移動，之後登陸並橫過台灣，與香港保持超過500公里距離，對香港直接威脅不大，但受其外圍下沉氣流影響，華南天氣酷熱。天文台於10月1日凌晨3時半更新「特別天氣提示」，表示一股東北季候風會在當日日間逐漸影響廣東沿岸，屆時北風會逐漸增強，10月2日及3日該區風勢頗大，天文台會視乎香港風力變化，發出強烈季候風信號。天文台於同日下午5時10分發出強烈季候風信號，並於10月3日上午11時40分取消。在山陀兒的外圍下沉氣流影響下，10月1日下午天文台氣溫上升至全月最高的34.2度，是有記錄以來十月份絕對最高氣溫的第三高。此外，當日錄得平均氣溫30.9度，是有記錄以來十月份的最高。
期間天文台測風網絡的8個參考自動氣象站有4個錄得強風，若天文台發出熱帶氣旋警告信號，便代表三號信號達標。長洲、機場、流浮山及西貢錄得最高10分鐘平均風速分別為每小時49、46、44及43公里。
澳門氣象局於9月30日中午12時15分發出「特別天氣信息」，表示位於巴士海峽的超強颱風山陀兒會在當日30日進入澳門800公里範圍。按照現時預測路徑，山陀兒將會轉向偏北方向，趨向台灣地區，對澳門造成直接影響較低，但受山陀兒環流與一股較強的東北季風共同影響，國慶假期（10月1日至2日）北風顯著增強，隨後兩、三天氣溫稍降。澳門氣象局於10月1日下午6時半發出強烈季候風信號，並於10月3日上午11時取消。

## 熱帶氣旋警告使用紀錄

### 菲律賓
| 菲律賓大氣地球物理及天文服務管理局 風暴信號 | 菲律賓大氣地球物理及天文服務管理局 風暴信號 | 菲律賓大氣地球物理及天文服務管理局 風暴信號 |
| ------------------------------------------- | ------------------------------------------- | ------------------------------------------- |
| 上一熱帶氣旋                                | 一號風暴信號                                | 下一熱帶氣旋                                |
| 超強颱風摩羯                                | 一號風暴信號                                | 強烈熱帶風暴潭美                            |
| 超強颱風摩羯                                | 二號風暴信號                                | 強烈熱帶風暴潭美                            |
| 颱風艾雲尼                                  | 三號風暴信號                                | 強烈熱帶風暴潭美                            |
| 超強颱風蘇拉                                | 四號風暴信號                                | 超強颱風康妮                                |

### 中國大陸
| 国家气象中心 颱風預警信號   | 国家气象中心 颱風預警信號 | 国家气象中心 颱風預警信號 |
| --------------------------- | ------------------------- | ------------------------- |
| 上一熱帶氣旋                | 颱風藍色預警信號          | 下一熱帶氣旋              |
| 熱帶低氣壓                  | 颱風藍色預警信號          | 強熱帶風暴潭美            |
| 熱帶風暴普拉桑 熱帶風暴蘇力 | 颱風黃色預警信號          | 強熱帶風暴潭美            |
| 強颱風貝碧嘉                | 颱風橙色預警信號          | 超強颱風康妮              |

### 臺灣
| 交通部中央氣象署 颱風警報   | 交通部中央氣象署 颱風警報 | 交通部中央氣象署 颱風警報 |
| --------------------------- | ------------------------- | ------------------------- |
| 上一熱帶氣旋                | 海上颱風警報              | 下一熱帶氣旋              |
| 強烈颱風凱米                | 海上颱風警報              | 強烈颱風康妮              |
| 強烈颱風凱米                | 陸上颱風警報              | 強烈颱風康妮              |
| 交通部中央氣象署 天氣特報   |                           |                           |
| 熱帶性低氣壓WP172024        | 熱帶性低氣壓特報          | 中度颱風天兔              |
| 交通部中央氣象署 國家級警報 |                           |                           |
| 強烈颱風凱米                | 颱風強風告警              | 強烈颱風康芮              |

## 外部連結
| 太平洋颱風季             |
| 主題頁 - 專題 - 編輯指南 |

- 维基共享资源上的相關多媒體資源：颱風山陀兒
- 20W.KRATHON from the United States Naval Research Laboratory
- General Information of Typhoon Krathon (2418) from Digital Typhoon
- JMA Best Track Data (Graphics) of Typhoon Krathon (2418)
- JMA Best Track Data of Typhoon Krathon (2418) (日語)